# Mariano Baracetti
Mariano "Mono" Baracetti (ur. 12 lipca 1974 w Buenos Aires) – argentyński siatkarz plażowy, mistrz Świata 2001 oraz zwycięzca cyklu World Tour 2002 grając z Martínem Conde. Występował na trzech Igrzyskach Olimpijskich (2000, 2004 oraz 2008), jednak na każdych odpadał we wczesnej fazie rozgrywek przez co nie odniósł sukcesu.